# Emmanuel Pappoe
Emmanuel Addoquaye Pappoe (* 3. März 1981 in Accra) ist ein ghanaischer ehemaliger Fußballspieler.

## Karriere
Bis 2003 spielte Pappoe beim ghanaischen Hauptstadtclub Liberty Professionals. Dann wechselte er in die Israeli Ligat Ha-al, die erste israelische Liga, zum FC Aschdod. Nach zwei Jahren als Stammspieler, die mit dem dritten Tabellenplatz und der UEFA-Cup-Qualifikation endeten, verließ der Verteidiger Ashdod. Er wechselte zum Aufsteiger Hapoel Kfar Saba, mit dem er 2006 den Klassenerhalt erreichte. 2007 verließ er den Verein und wechselte zu AEK Larnaka, bei dem er zwei Jahre blieb und 45 Spiele absolvierte. 2009 ging er zum Hapoel Haifa, aber nach vier Spielen verließ er diesen wieder. Für 14 Spiele wechselte er 2010 zum Beitar Tel Aviv Ramla FC, bevor er wieder zu seinem Heimverein zurückkehrte, wo er drei Jahre später seine Karriere beendete.
Addoquaye Pappoe durchlief die Jugendauswahlen seines Landes und 2001 war er Kapitän der U-21-Auswahl Ghanas, die bei der Jugend-WM in Argentinien den zweiten Platz belegte. Am 19. Oktober 2002 lief er dann das erste Mal für die ghanaische A-Nationalmannschaft auf, wo er mittlerweile eine feste Größe in der Abwehr ist und bislang 29 Einsätze zu verzeichnen hat. Neben dem olympischen Fußballturnier 2004 in Athen und der Afrikameisterschaft 2006 war sein größtes Turnier bislang die Fußball-Weltmeisterschaft 2006 in Deutschland. Schon in der Qualifikation bestritt er alle zehn Spiele und stand als Linksverteidiger im WM-Aufgebot Ghanas, wo er einmal in der Vorrunde gegen Italien und einmal im Achtelfinale gegen Brasilien zum Einsatz kam.